# Trapiche de Guadaiza
El Trapiche de Guadaiza es una de las primeras construcciones industriales de San Pedro Alcántara. Fue construido por el banquero francés Juan Lesseps en 1823 para la caña de azúcar. Se trata de un trapiche, una antigua fábrica de azúcar que para 1845 estaba fuera de uso. En 1859 el Marqués del Duero, impulsor de la Colonia Agrícola San Pedro Alcántara, adquirió en subasta pública el cortijo grande de Guadaiza, con el trapiche, y el cortijo del Rodeo. Tras una restauración integral del edificio, que se encontraba en estado ruinoso, en 2015 se inaugura el Centro Cultural Trapiche de Guadaiza.